# Arno Rost
Arno Rost (* 21. September 1919 in Großenbehringen; † 5. Juli 2005) war ein deutscher Zahnarzt, Homöopath und Hochschullehrer.

## Leben und Werk
Arno Rost studierte nach dem Schulabschluss und Kriegsdienst Medizin und Zahnmedizin und promovierte 1950 an der Universität Jena zum Dr. med. Nach dem Studium verließ er die DDR. Nach seiner Habilitation an der Universität Gießen 1961 wirkte er im Universitätsklinikum der Universität Tübingen, Abteilung Konservierende Zahnheilkunde und Pulpaerhaltung, wo er 1965 Oberarzt wurde. Er war Präsident der Deutschen Gesellschaft für Thermographie und Regulationsmedizin und auch als Homöopath tätig. Schwerpunkt seiner Forschungen war der Zusammenhang zwischen Zahnsystem und menschlichem Gesamtorganismus.

## Schriften (Auswahl)
- Untersuchungen über den Einfluss der Nahrungsaufnahme auf die Wassermannsche Reaktion. Jena 1950.
- Die infiltrative Behandlung der entzündlich erkrankten Zahnpulpa. Gießen 1961.
- Verarbeitungstechnik der Epoxyd-Gießharze. München 1963.
- Thermoregulations-Diagnostik. Stuttgart 1983.
- Introduction to regulation thermography. Stuttgart 1989.